# Tomás Adriano
Tomás Adriano de León (Torreón, México, 14 de octubre de 1977), exfutbolista mexicano. Jugaba de portero y su último equipo fue el Club Celaya de México.

## Clubes
| Club                        | País   | Año       |
| --------------------------- | ------ | --------- |
| Club Santos Laguna          | México | 1999-2002 |
| Real Sociedad de Zacatecas  | México | 2003      |
| Club Leon                   | México | 2004      |
| Dorados de Sinaloa          | México | 2005-2010 |
| Tiburones Rojos de Veracruz | México | 2010-2011 |
| CF La Piedad                | México | 2011      |
| Dorados de Sinaloa          | México | 2012-2013 |
| Club Celaya                 | México | 2015-2017 |